# Claudia Pop
Claudia Monica Pop, coniugata Ćuić (Satu Mare, 5 agosto 1989), è una cestista rumena.

## Carriera
Con la Romania ha disputato i Campionati europei del 2015.